# Морияма (княжество)
Княжество Морияма (яп. 守山藩 Морияма-хан) — феодальное княжество (хан) в Японии периода Эдо (1700—1871), в провинции Муцу региона Тосандо на севере острова Хонсю (современная префектура Фукусима).
Дочернее княжество — сихан (яп. 支藩) Мито-хана.

## Краткая история
Административный центр княжества: замок Морияма в провинции Муцу.
Доход хана:
- 1700—1871 годы — 20 000 коку риса

Княжество Морияма было создано в 1700 году и управлялось родом Мацудайра, боковой ветвью династии Токугава. В 1700 году первым правителем хана стал Мацудайра Ёрисада (1664—1744), бывший ранее владельцем Нукада-хана в провинции Хитати. Его потомки управляли доменом вплоть до 1871 года.
В 1868 году Морияма-хан был переименован в Мацукава-хан. Княжество было ликвидировано в 1871 году.

## Правители княжества
- Род Мацудайра (ветвь Мито), 1700—1871 (симпан-даймё)

| № | Имя                | Имя      | Годы правления | Годы жизни  | Примечания                              |
| - | ------------------ | -------- | -------------- | ----------- | --------------------------------------- |
| 1 | Мацудайра Ёрисада  | 松平頼貞 | 1700 — 1738    | 1664 — 1744 | Старший сын Мацудайры Ёримото           |
| 2 | Мацудайра Ёрихиро  | 松平頼寛 | 1738 — 1763    | 1703 — 1763 | Второй сын и преемник Мацудайры Ёрисады |
| 3 | Мацудайра Ёриакира | 松平頼亮 | 1763 — 1801    | 1744 — 1801 | Третий сын Мацудайры Ёрихиро            |
| 4 | Мацудайра Ёриёси   | 松平頼慎 | 1801 — 1830    | 1770 — 1830 | Второй сын Мацудайры Ёриакиры           |
| 5 | Мацудайра Ёсинобу  | 松平頼誠 | 1830 — 1862    | 1803 — 1862 | Старший сын и преемник Мацудайры Ёриёси |
| 6 | Мацудайра Ёринори  | 松平頼升 | 1862 — 1869    | 1832 — 1872 | Третий сын Мацудайры Ёсинобу            |
| 7 | Мацудайра Ёриюки   | 松平頼之 | 1869 — 1871    | 1858 — 1873 | 22-й сын Токугава Нариаки               |